# Taça da Liga Inglesa 2022–23
A Taça da Liga Inglesa de 2022–23 (conhecida como Carabao Cup por motivos de patrocínio) é a 63ª edição do torneio. A competição envolve todos os clubes participantes na Premier League e na English Football League, ou seja, todos os clubes das 4 principais divisões de Inglaterra.
O vencedor da competição qualifica-se para o play-off de acesso à UEFA Europa Conference League de 2023–24.
O Liverpool era o campeão em título, tendo derrotado o Chelsea nos pénaltis para garantir a 9ª Taça da Liga (recorde) na final da edição anterior, mas foi eliminado pelo Manchester City na 4ª ronda desta edição.
A final foi disputada no Estádio de Wembley a 26 de fevereiro de 2023, entre o Manchester United e o Newcastle United. O Manchester United venceu por 2–0, conquistando a Taça da Liga pela 6ª vez.

## Acesso
Todos os 92 clubes da Premier League e da English Football League (4 principais ligas do sistema de ligas de futebol inglês) participam na Taça da Liga.
|                             | Clubes adicionados nesta ronda | Clubes que avançam da ronda anterior | Nº de jogos | Datas                                                       |
| --------------------------- | --- | ------------------------------------ | ----------- | ----------------------------------------------------------- |
| 1ª Ronda (70 clubes)        | - 24 clubes da EFL League Two - 24 clubes da EFL League One - 22 clubes do EFL Championship                                                                                      | - NA                                 | 35          | 2 a 11 de agosto de 2022                                    |
| 2ª Ronda (50 clubes)        | - 2 clubes do EFL Championship (despromovidos em 18º e 19º lugares na edição anterior da Premier League) - 13 clubes da Premier League (não envolvidos em competições europeias) | - 35 vencedores da 1ª ronda          | 25          | 23 e 24 de agosto de 2022                                   |
| 3ª Ronda (32 clubes)        | - 7 clubes da Premier League (envolvidos em competições europeias) | - 25 vencedores da 2ª ronda          | 16          | 8 a 10 de novembro de 2022                                  |
| 4ª Ronda (16 clubes)        | - | - 16 vencedores da 3ª ronda          | 8           | 20 a 22 de dezembro de 2022                                 |
| Quartos-de-final (8 clubes) | - | - 8 vencedores da 4ª ronda           | 4           | 10 e 11 de janeiro de 2023                                  |
| Semifinais (4 clubes)       | - | - 4 vencedores dos quartos-de-final  | 4 (2 mãos)  | 1ª mão: 24 de janeiro de 2023 2ª mão: 31 de janeiro de 2023 |
| Final (2 clubes)            | - | - 2 vencedores das semifinais        | 1           | 26 de fevereiro de 2023                                     |

## 1ª Ronda
Na 1ª Ronda, participaram 22 dos 24 clubes do Championship e todos os clubes da League One e da League Two. O sorteio para esta ronda foi dividido geograficamente entre seção Norte e Sul, tendo as equipas sido sorteadas contra uma equipa da mesma seção.

### Seção Norte
| 9 de agosto de 2022 | Shrewsbury Town (3)                    | 3–2       | Carlisle United (4)          | Shrewsbury                                                      |  |
| 19:30 BST           | - Leahy 45+1' - Udoh 75' - Dunkley 86' | Relatório | - Edmondson 13' - Dennis 81' | Estádio: New Meadow Público: 2,269 Árbitro: Christopher Pollard |  |

| 9 de agosto de 2022 | Accrington Stanley (3)      | 2–2 (11-12 pen.) | Tranmere Rovers (4)                | Accrington                                                 |  |
| 19:45 BST | - Adedoyin 37' - Astley 39' | Relatório | - Hawkes 62' - Astley 90+3' (o.g.) | Estádio: Crown Ground Público: 1,035 Árbitro: Robert Lewis |  |
| |                             | Penalidades |                                    |                                                            |  |
| - McConville - Whalley - Pritchard - Astley - Pell - Clark - Woods - Coyle - Sangare - Rodgers - Jensen - McConville - Whalley |                             | - Hemmings - Hawkes - Hughes - Lewis - Robinson - McAlear - Byrne - Dacres-Cogley - Bristow - Mumbongo - Hewelt - Hemmings - Hawkes |                                    |                                                            |  |

| 9 de agosto de 2022                              | Blackpool (2)               | 0–0 (3–4 pen.)                          | Barrow (4)                         | Blackpool                                                    |  |
| 19:45 BST                                        | - Adedoyin 37' - Astley 39' | Relatório                               | - Hawkes 62' - Astley 90+3' (o.g.) | Estádio: Bloomfield Road Público: 4,972 Árbitro: Ben Speedie |  |
|                                                  |                             | Penalidades                             |                                    |                                                              |  |
| - Connolly - Husband - Lubala - Lavery - Fiorini |                             | - Rooney - Kay - Waters - Brough - Neal |                                    |                                                              |  |

| 9 de agosto de 2022 | Bolton Wanderers (3)                                                       | 5–1       | Salford City (4)    | Horwich                                                                   |  |
| 19:45 BST           | - Kachunga 31' - Böðvarsson 42' - Sadlier 61' - Bradley 77' - Afolayan 86' | Relatório | - Thomas-Asante 23' | Estádio: University of Bolton Stadium Público: 6,505 Árbitro: John Brooks |  |

| 9 de agosto de 2022 | Bradford City (4) | 2–1       | Hull City (2)      | Bradford                                                          |  |
| 19:45 BST           | - Cook 39', 44'   | Relatório | - Lewis 24' (o.g.) | Estádio: Valley Parade Público: 5,394 Árbitro: Seb Stockingbridge |  |

| 9 de agosto de 2022 | Doncaster Rovers (4) | 0–3       | Lincoln City (3)                        | Doncaster                                                            |  |
| 19:45 BST           |                      | Relatório | - Kendall 12' - Bishop 47' - Scully 61' | Estádio: Eco-Power Stadium Público: 4,006 Árbitro: Anthony Backhouse |  |

| 9 de agosto de 2022 | Fleetwood Town (3) | 1-0       | Wigan Athletic (2) | Fleetwood                                                           |  |
| 19:45 BST           | - G. Garner 24'    | Relatório |                    | Estádio: Highbury Stadium Público: 1,761 Árbitro: Michael Salisbury |  |

| 9 de agosto de 2022 | Grimsby Town (4)                                     | 4-0       | Crewe Alexandra (4) | Cleethorpes                                                 |  |
| 19:45 BST           | - Waterfall 13' - Green 34' - Smith 56' - Wearne 86' | Relatório |                     | Estádio: Blundell Park Público: 2,802 Árbitro: Adam Herczeg |  |

| 9 de agosto de 2022 | Harrogate Town (4) | 0–1       | Stockport County (4)  | Harrogate                                                  |  |
| 19:45 BST           |                    | Relatório | - Jennings 53' (pen.) | Estádio: Wetherby Road Público: 1,534 Árbitro: Thomas Kirk |  |

| 9 de agosto de 2022 | Huddersfield Town (2) | 1-4       | Preston North End (2)                      | Huddersfield                                                     |  |
| 19:45 BST           | - Rhodes 67'          | Relatório | - Parrott 6' - McCann 20', 30' - Potts 51' | Estádio: John Smith's Stadium Público: 5,550 Árbitro: Ross Joyce |  |

| 9 de agosto de 2022 | Mansfield Town (4) | 1-2       | Derby County (3)                     | Mansfield                                                        |  |
| 19:45 BST           | - Hawkins 56'      | Relatório | - Hewitt 30' (o.g.) - Barkhuizen 69' | Estádio: One Call Stadium Público: 6,861 Árbitro: Andrew Kitchen |  |

| 9 de agosto de 2022                            | Morecambe (3) | 0–0 (5-3 pen.)                        | Stoke City (2) | Morecambe                                                   |  |
| 19:45 BST                                      |               | Relatório                             |                | Estádio: Mazuma Stadium Público: 2,806 Árbitro: Andy Haines |  |
|                                                |               | Penalidades                           |                |                                                             |  |
| - Connolly - Obika - Watts - Love - McLoughlin |               | - Fox - Smallbone - Clucas - Thompson |                |                                                             |  |

| 9 de agosto de 2022 | Rochdale (4)                     | 2-0       | Burton Albion (3) | Rochdale                                                       |  |
| 19:45 BST           | - Ball 86' (pen.) - Rodney 90+4' | Relatório |                   | Estádio: Spotland Stadium Público: 1,601 Árbitro: Scott Oldham |  |

| 10 de agosto de 2022 | Blackburn Rovers (2)                                    | 4-0       | Hartlepool United (4) | Blackburn                                              |  |
| 19:45 BST            | - S. Wharton 32' - Dack 47' - Dolan 51' - Markanday 73' | Relatório |                       | Estádio: Ewood Park Público: 6,844 Árbitro: James Bell |  |

| 10 de agosto de 2022 | Middlesbrough (2) | 0–1       | Barnsley (3)   | Middlesbrough                                                |  |
| 19:45 BST            |                   | Relatório | - Benson 90+3' | Estádio: Riverside Stadium Público: 9,361 Árbitro: Ben Toner |  |

| 10 de agosto de 2022 | Port Vale (3) | 1-2       | Rotherham United (2)         | Burslem                                                 |  |
| 19:45 BST            | - Benning 81' | Relatório | - Rathbone 8' - Ogbene 45+4' | Estádio: Vale Park Público: 3,094 Árbitro: Bobby Madden |  |

| 10 de agosto de 2022 | Sheffield Wednesday (3)  | 2-0       | Sunderland (2) | Sheffield                                                        |  |
| 19:45 BST            | - Adeniran 16' - Sow 56' | Relatório |                | Estádio: Hillsborough Stadium Público: 8,412 Árbitro: Tom Reeves |  |

| 11 de agosto de 2022 | West Bromwich Albion (2) | 1-0       | Sheffield United (2) | West Bromwich                                             |  |
| 20:00 BST            | - Grant 73'              | Relatório |                      | Estádio: The Hawthorns Público: 6,747 Árbitro: David Webb |  |

### Seção Sul
| 2 de agosto de 2022 | Cambridge United (3) | 1–0       | Millwall (2) | Cambridge                                                         |  |
| 19:45 BST           | - O'Neil 59'         | Relatório |              | Estádio: Abbey Stadium Público: 3,368 Árbitro: Charles Breakspear |  |

| 9 de agosto de 2022 | AFC Wimbledon (4) | 0–2       | Gillingham (4)              | Merton                                                   |  |
| 19:45 BST           |                   | Relatório | - Mandron 90' - Green 90+2' | Estádio: Plough Lane Público: 3,008 Árbitro: Craig Hicks |  |

| 9 de agosto de 2022 | Cardiff City (2) | 0–3       | Portsmouth (3)                                | Cardiff                                                          |  |
| 19:45 BST           |                  | Relatório | - Pigott 58' - Curtis 68' (pen.) - Bishop 72' | Estádio: Cardiff City Stadium Público: 6,303 Árbitro: Lee Swabey |  |

| 9 de agosto de 2022                            | Charlton Athletic (3) | 1–1 (5–3 pen.)                           | Queens Park Rangers (2) | Charlton                                                   |  |
| 19:45 BST                                      | - Henry 90'           | Relatório                                | - Roberts 80'           | Estádio: The Valley Público: 5,629 Árbitro: Stuart Attwell |  |
|                                                |                       | Penalidades                              |                         |                                                            |  |
| - Stockley - Kirk - Morgan - Henry - O'Connell |                       | - Johansen - Roberts - Shodipo - Dozzell |                         |                                                            |  |

| 9 de agosto de 2022 | Cheltenham Town (3) | 0–7       | Exeter City (3)                                                                 | Cheltenham                                                |  |
| 19:45 BST           |                     | Relatório | - Nombe 23', 35' - Collins 26' - Jay 28' - Sparkes 45+1' - Kite 50' - Coley 84' | Estádio: Whaddon Road Público: 2,552 Árbitro: Will Finnie |  |

| 9 de agosto de 2022 | Crawley Town (4) | 1–0       | Bristol Rovers (3) | Crawley                                                        |  |
| 19:45 BST           | - Nichols 73'    | Relatório |                    | Estádio: Broadfield Stadium Público: 1,860 Árbitro: David Rock |  |

| 9 de agosto de 2022 | Forest Green Rovers (3) | 2–0       | Leyton Orient (4) | Nailsworth                                                 |  |
| 19:45 BST           | - Little 17', 50'       | Relatório |                   | Estádio: The New Lawn Público: 1,055 Árbitro: James Oldham |  |

| 9 de agosto de 2022 | Ipswich Town (3) | 0–1       | Colchester United (4) | Ipswich                                                    |  |
| 19:45 BST           |                  | Relatório | - Hannant 29'         | Estádio: Portman Road Público: 11,654 Árbitro: Sam Purkiss |  |

| 9 de agosto de 2022 | Luton Town (2)                   | 2–3       | Newport County (4)                    | Luton                                                        |  |
| 19:45 BST           | - Mendes Gomes 30' - Lockyer 50' | Relatório | - Collins 36' - Zimba 52' - Waite 76' | Estádio: Kenilworth Road Público: 3,827 Árbitro: Ollie Yates |  |

| 9 de agosto de 2022 | Milton Keynes Dons (3) | 1–0       | Sutton United (4) | Bletchley                                                      |  |
| 19:45 BST           | - Grant 41'            | Relatório |                   | Estádio: Stadium MK Público: 2,263 Árbitro: Charles Breakspear |  |

| 9 de agosto de 2022 | Northampton Town (4) | 1–2       | Wycombe Wanderers (3)       | Northampton                                                  |  |
| 19:45 BST           | - Appéré 76' (pen.)  | Relatório | - Jacobson 28' - Mellor 34' | Estádio: Sixfields Stadium Público: 2,711 Árbitro: Tom Nield |  |

| 9 de agosto de 2022                         | Norwich City (2)                | 2–2 (4–2 pen.)                     | Birmingham City (2)               | Norwich                                                      |  |
| 19:45 BST                                   | - Sinani 45+1' - Sørensen 45+3' | Relatório                          | - Leko 53' - Tomkinson 77' (o.g.) | Estádio: Carrow Road Público: 18,971 Árbitro: Samuel Barrott |  |
|                                             |                                 | Penalidades                        |                                   |                                                              |  |
| - McLean - Gibbs - Sinani - Núñez - Sargent |                                 | - Cosgrove - Graham - Leko - James |                                   |                                                              |  |

| 9 de agosto de 2022                                 | Oxford United (3)                 | 2–2 (5–3 pen.)                       | Swansea City (2)         | Oxford                                                         |  |
| 19:45 BST                                           | - Rodríguez 72' - Brannagan 90+3' | Relatório                            | - Fulton 8' - Cullen 25' | Estádio: Kassam Stadium Público: 4,373 Árbitro: Thomas Bramall |  |
|                                                     |                                   | Penalidades                          |                          |                                                                |  |
| - Browne - Rodríguez - McGuane - Spasov - Brannagan |                                   | - Cullen - Ntcham - Allen - Sorinola |                          |                                                                |  |

| 9 de agosto de 2022 | Walsall (4)                        | 2–0       | Swindon Town (4) | Walsall                                                        |  |
| 19:45 BST           | - Johnson 80' (pen.) - Abraham 81' | Relatório |                  | Estádio: Bescot Stadium Público: 2,889 Árbitro: Thomas Parsons |  |

| 9 de agosto de 2022 | Reading (2)         | 1–2       | Stevenage (4)           | Reading                                                                |  |
| 20:00 BST           | - Ehibhatiomhan 63' | Relatório | - Earley 10' - Rose 89' | Estádio: Select Car Leasing Stadium Público: 4,230 Árbitro: Carl Brook |  |

| 10 de agosto de 2022 | Coventry City (2) | 1–4       | Bristol City (2)                                 | Burton upon Trent                                             |  |
| 19:45 BST            | Allen 62'         | Relatório | - Naismith 12' - Conway 18', 30' - Weimann 90+4' | Estádio: Pirelli Stadium Público: 2,680 Árbitro: Peter Wright |  |

| 10 de agosto de 2022 | Plymouth Argyle (3) | 0–2       | Peterborough United (3)        | Plymouth                                               |  |
| 19:45 BST            |                     | Relatório | - Jones 28' - Jo. Taylor 90+3' | Estádio: Home Park Público: 6,089 Árbitro: Allan Young |  |

## 2ª Ronda
Na 2ª Ronda, foram adicionados os 2 clubes restantes do Championship que terminaram em 18º e 19º na época 2021–22 da Premier League - (Burnley e Watford), e os clubes da Premier League não envolvidos na Liga dos Campeões, Liga Europa ou Liga Conferência.
O sorteio para esta rodada foi novamente dividido geograficamente entre seções Norte e Sul, sendo as equipas sorteadas contra uma equipa da mesma seção.

### Seção Norte
| 23 de agosto de 2022 | Sheffield Wednesday (3)                       | 3–0       | Rochdale (4) | Sheffield                                                       |  |
| 19:30                | - Brown 23' - Dele-Bashiru 36' - Adeniran 44' | Relatório |              | Estádio: Hillsborough Stadium Público: 9,045 Árbitro: Ben Toner |  |

| 23 de agosto de 2022 | Shrewsbury Town (3) | 0–1       | Burnley (2)   | Shrewsbury                                               |  |
| 19:30                |                     | Relatório | - Bastien 50' | Estádio: New Meadow Público: 3,819 Árbitro: Bobby Madden |  |

| 23 de agosto de 2022                  | Barrow (4)                 | 2–2 (1–3 pen.)                     | Lincoln City (3)            | Barrow-in-Furness                                           |  |
| 19:45                                 | - Moyo 13' - Whitfield 87' | Relatório                          | - Scully 8' - Garrick 90+2' | Estádio: Holker Street Público: 3,011 Árbitro: Simon Mather |  |
|                                       |                            | Penalidades                        |                             |                                                             |  |
| - Whitfield - Gordon - Brough - Gotts |                            | - Scully - Sanders - Oakley-Boothe |                             |                                                             |  |

| 23 de agosto de 2022 | Bolton Wanderers (3) | 1–4       | Aston Villa (1)                                               | Horwich                                                                       |  |
| 19:45                | Charles 24'          | Relatório | - Douglas Luiz 36' - Ings 63' (pen.) - Digne 66' - Bailey 87' | Estádio: University of Bolton Stadium Público: 20,064 Árbitro: Andrew Kitchen |  |

| 23 de agosto de 2022 | Bradford City (4) | 1–2       | Blackburn Rovers (2)       | Bradford                                                  |  |
| 19:45                | Cook 18'          | Relatório | - Dack 31' - Markanday 39' | Estádio: Valley Parade Público: 7,821 Árbitro: Ross Joyce |  |

| 23 de agosto de 2022 | Derby County (3) | 1–0       | West Bromwich Albion (2) | Derby                                                              |  |
| 19:45                | Sibley 15'       | Relatório |                          | Estádio: Pride Park Stadium Público: 10,638 Árbitro: Robert Madley |  |

| 23 de agosto de 2022 | Fleetwood Town (3) | 0–1       | Everton (1) | Fleetwood                                                    |  |
| 19:45                |                    | Relatório | Gray 28'    | Estádio: Highbury Stadium Público: 4,267 Árbitro: Tom Reeves |  |

| 23 de agosto de 2022 | Grimsby Town (4) | 0–3       | Nottingham Forest (1)           | Grimsby                                                        |  |
| 19:45                |                  | Relatório | - Yates 18' - Surridge 35', 77' | Estádio: Blundell Park Público: 8,418 Árbitro: Seb Stockbridge |  |

| 23 de agosto de 2022 | Rotherham United (2) | 0–1       | Morecambe (3) | Rotherham                                                      |  |
| 19:45                |                      | Relatório | Gnahoua 72'   | Estádio: New York Stadium Público: 3,808 Árbitro: Peter Wright |  |

| 23 de agosto de 2022                       | Stockport County (4) | 0–0 (1–3 pen.)                                          | Leicester City (1) | Edgeley                                                       |  |
| 19:45                                      |                      | Relatório                                               |                    | Estádio: Edgeley Park Público: 10,301 Árbitro: Samuel Barrott |  |
|                                            |                      | Penalidades                                             |                    |                                                               |  |
| - Sarcevic - Quigley - Croasdale - Wootton |                      | - Tielemans - Maddison - Barnes - Pérez - Dewsbury-Hall |                    |                                                               |  |

| 23 de agosto de 2022 | Wolverhampton Wanderers (1) | 2–1       | Preston North End (2) | Wolverhampton                                                     |  |
| 19:45                | - Jiménez 8' - Traoré 29'   | Relatório | Woodburn 48'          | Estádio: Molineux Stadium Público: 21,946 Árbitro: Thomas Bramall |  |

| 24 de agosto de 2022 | Leeds United (1)                         | 3–1       | Barnsley (3) | Beeston                                                   |  |
| 19:45                | - Sinisterra 21' - Klich 32' (pen.), 56' | Relatório | Andersen 35' | Estádio: Elland Road Público: 35,472 Árbitro: John Brooks |  |

| 24 de agosto de 2022 | Tranmere Rovers (4) | 1–2       | Newcastle United (1)       | Birkenhead                                                       |  |
| 19:45                | Nevitt 21'          | Relatório | - Lascelles 40' - Wood 52' | Estádio: Prenton Park Público: 10,961 Árbitro: Anthony Backhouse |  |

### Seção Sul
| 23 de agosto de 2022 | Walsall (4) | 0–1       | Charlton Athletic (3) | Walsall                                                     |  |
| 19:00                |             | Relatório | Jaiyesimi 57'         | Estádio: Bescot Stadium Público: 2,954 Árbitro: Ollie Yates |  |

| 23 de agosto de 2022 | Cambridge United (3) | 0–3       | Southampton (1)                | Cambridge                                                 |  |
| 19:45                |                      | Relatório | - Adams 16', 55' - Ballard 88' | Estádio: Abbey Stadium Público: 6,733 Árbitro: David Rock |  |

| 23 de agosto de 2022 | Colchester United (4) | 0–2       | Brentford (1)                       | Colchester                                                                    |  |
| 19:45                |                       | Relatório | - Lewis-Potter 39' - Sørensen 90+1' | Estádio: Colchester Community Stadium Público: 5,516 Árbitro: James Linington |  |

| 23 de agosto de 2022 | Crawley Town (4)             | 2–0       | Fulham (1) | Crawley                                                        |  |
| 19:45                | - Nichols 16' - Balagizi 49' | Relatório |            | Estádio: Broadfield Stadium Público: 5,577 Árbitro: Lee Swabey |  |

| 23 de agosto de 2022                                   | Gillingham (4) | 0–0 (6–5 pen.)                                     | Exeter City (3) | Gillingham                                                      |  |
| 19:45                                                  |                | Relatório                                          |                 | Estádio: Priestfield Stadium Público: 2,127 Árbitro: Carl Brook |  |
|                                                        |                | Penalidades                                        |                 |                                                                 |  |
| - Lee - Mandron - Wright - Reeves - Adelakun - Tutonda |                | - J. Brown - Cox - Caprice - Collins - Coley - Key |                 |                                                                 |  |

| 23 de agosto de 2022 | Newport County (4)                   | 3–2       | Portsmouth (3)   | Newport                                                   |  |
| 19:45                | - Evans 14' - Wildig 49' - White 74' | Relatório | - Curtis 9', 25' | Estádio: Rodney Parade Público: 3,866 Árbitro: John Busby |  |

| 23 de agosto de 2022              | Norwich City (2)        | 2–2 (3–5 pen.)                                   | Bournemouth (1)                  | Norwich                                                         |  |
| 19:45                             | - Hugill 22' - Idah 83' | Relatório                                        | - Marcondes 43' - Genesini 90+2' | Estádio: Carrow Road Público: 20,647 Árbitro: Michael Salisbury |  |
|                                   |                         | Penalidades                                      |                                  |                                                                 |  |
| - Pukki - Cantwell - Gibbs - Idah |                         | - Marcondes - Cook - Anthony - Saydee - Christie |                                  |                                                                 |  |

| 23 de agosto de 2022 | Oxford United (3) | 0–2       | Crystal Palace (1)                     | Oxford                                                       |  |
| 19:45                |                   | Relatório | - Édouard 71' - Milivojević 90' (pen.) | Estádio: Kassam Stadium Público: 9,564 Árbitro: Peter Bankes |  |

| 23 de agosto de 2022 | Stevenage (4) | 1–0       | Peterborough United (3) | Stevenage                                                          |  |
| 19:45                | Reid 90+3'    | Relatório |                         | Estádio: Lamex Stadium Público: 2,292 Árbitro: Christopher Pollard |  |

| 23 de agosto de 2022 | Watford (2) | 0–2       | Milton Keynes Dons (3)   | Watford                                                     |  |
| 19:45                |             | Relatório | - Dennis 45' - Burns 53' | Estádio: Vicarage Road Público: 8,891 Árbitro: Andy Woolmer |  |

| 24 de agosto de 2022 | Forest Green Rovers (3) | 0–3       | Brighton & Hove Albion (1)                  | Nailsworth                                                 |  |
| 19:45                |                         | Relatório | - Undav 38' - Alzate 45+1' - Ferguson 90+4' | Estádio: The New Lawn Público: 3,812 Árbitro: Tim Robinson |  |

| 24 de agosto de 2022 | Wycombe Wanderers (3) | 1–3       | Bristol City (2)                        | High Wycombe                                            |  |
| 19:45                | Al-Hamadi 50'         | Relatório | - Kadji 7' - Wilson 77' - Semenyo 90+3' | Estádio: Adams Park Público: 3,116 Árbitro: Andy Davies |  |

## 3ª Ronda
Os 7 clubes restantes da Premier League envolvidos em competições europeias (Arsenal, Chelsea, Liverpool, Manchester City, Manchester United, Tottenham Hotspur e West Ham) entraram na competição na 3ª Ronda.
O sorteio foi realizado a 24 de agosto de 2022. A 3ª Ronda foi disputada por 19 clubes da Premier League, 3 do Championship, 6 da League One e 4 da League Two.
| 8 de novembro de 2022 | Leicester City (1)            | 3–0       | Newport County (4) | Leicester                                                        |  |
| 19:45                 | - Justin 44' - Vardy 70', 82' | Relatório |                    | Estádio: King Power Stadium Público: 15,081 Árbitro: Darren Bond |  |

| 8 de novembro de 2022 | Bournemouth (1)                                         | 4–1       | Everton (1) | Boscombe                                                    |  |
| 19:45                 | - Lowe 7' - Stanislas 47' - Marcondes 78' - Anthony 82' | Relatório | - Gray 67'  | Estádio: Dean Court Público: 10,021 Árbitro: Darren England |  |

| 8 de novembro de 2022 | Burnley (2)                     | 3–1       | Crawley Town (4) | Burnley                                                   |  |
| 19:45                 | - Barnes 24' - Zaroury 79', 90' | Relatório | - Telford 22'    | Estádio: Turf Moor Público: 6,329 Árbitro: Samuel Barrott |  |

| 8 de novembro de 2022 | Bristol City (2) | 1–3    | Lincoln City (3)                       | Ashton Gate                                              |  |
| 19:45                 | - Conway 80'     | Report | - Virtue 6' - House 15' - O'Connor 49' | Estádio: Ashton Gate Público: 7,961 Árbitro: Sam Allison |  |

| 8 de novembro de 2022                           | Stevenage (4)       | 1–1 (4–5 pen.)                                        | Charlton Athletic (3) | Stevenage                                                |  |
| 19:45                                           | - Norris 22' (pen.) | Relatório                                             | - Aneke 87'           | Estádio: Lamex Stadium Público: 3,515 Árbitro: Tom Nield |  |
|                                                 |                     | Penalidades                                           |                       |                                                          |  |
| - Rose - Campbell - Sweeney - Bostwick - Taylor |                     | - Clare - Forster-Caskey - Rak-Sakyi - Aneke - Fraser |                       |                                                          |  |

| 8 de novembro de 2022 | Milton Keynes Dons (3)    | 2–0       | Morecambe (3) | Bletchley                                             |  |
| 19:45                 | - O'Hora 18' - Dennis 51' | Relatório |               | Estádio: Stadium MK Público: 1,674 Árbitro: Ben Toner |  |

| 8 de novembro de 2022                                     | Brentford (1) | 1–1 (5–6 pen.)                                                  | Gillingham (4) | Brentford                                                                  |  |
| 20:00                                                     | - Toney 3'    | Relatório                                                       | - Mandron 75'  | Estádio: Brentford Community Stadium Público: 16,278 Árbitro: Tim Robinson |  |
|                                                           |               | Penalidades                                                     |                |                                                                            |  |
| - Toney - Ghoddos - Dasilva - Mbeumo - Jensen - Damsgaard |               | - Mandron - Adelakun - Wright - Alexander - Kashket - MacDonald |                |                                                                            |  |

| 9 de novembro de 2022                                                                               | West Ham United (1)         | 2–2 (9–10 pen.)                                                                                    | Blackburn Rovers (2)     | Stratford                                                       |  |
| 19:45                                                                                               | - Fornals 38' - Antonio 78' | Relatório                                                                                          | - Vale 6' - Brereton 88' | Estádio: London Stadium Público: 40,534 Árbitro: Thomas Bramall |  |
| |                             | Penalidades                                                                                        |                          |                                                                 |  |
| - Benrahma - Bowen - Scamacca - Antonio - Lanzini - Johnson - Cresswell - Downes - Aguerd - Ogbonna |                             | - Brereton - Hyam - Dolan - Buckley - Szmodics - Edun - Rankin-Costello - Carter - Hirst - Garrett |                          |                                                                 |  |

| 9 de novembro de 2022 | Nottingham Forest (1)    | 2–0    | Tottenham Hotspur (1) | West Bridgford                                             |  |
| 19:45                 | - Lodi 50' - Lingard 57' | Report |                       | Estádio: City Ground Público: 28,384 Árbitro: Peter Bankes |  |

| 9 de novembro de 2022                                    | Newcastle United (1) | 0–0 (3–2 pen.)                                   | Crystal Palace (1) | Newcastle upon Tyne                                           |  |
| 19:45                                                    |                      | Relatório                                        |                    | Estádio: St James' Park Público: 51,660 Árbitro: Graham Scott |  |
|                                                          |                      | Penalidades                                      |                    |                                                               |  |
| - Wood - Trippier - Joelinton - Botman - Bruno Guimarães |                      | - Milivojević - Hughes - Ward - Mateta - Ebiowei |                    |                                                               |  |

| 9 de novembro de 2022                                                          | Southampton (1)     | 1–1 (6–5 pen.)                                        | Sheffield Wednesday (3) | Southampton                                                     |  |
| 19:45                                                                          | - Ward-Prowse 45+2' | Relatório                                             | - Windass 24'           | Estádio: St Mary's Stadium Público: 20,457 Árbitro: John Brooks |  |
|                                                                                |                     | Penalidades                                           |                         |                                                                 |  |
| - Ward-Prowse - Elyounoussi - Diallo - Maitland-Niles - A. Armstrong - Walcott |                     | - Smith - Bannan - Johnson - Vaulks - Gregory - Iorfa |                         |                                                                 |  |

| 9 de novembro de 2022 | Arsenal (1)   | 1–3       | Brighton & Hove Albion (1)                      | Holloway                                                          |  |
| 19:45                 | - Nketiah 20' | Relatório | - Welbeck 27' (pen.) - Mitoma 58' - Lamptey 71' | Estádio: Emirates Stadium Público: 59,233 Árbitro: Jarred Gillett |  |

| 9 de novembro de 2022 | Wolverhampton Wanderers (1) | 1–0       | Leeds United (1) | Wolverhampton                                             |  |
| 19:45                 | - B. Traoré 85'             | Relatório |                  | Estádio: Molineux Público: 24,246 Árbitro: Andre Marriner |  |

| 9 de novembro de 2022                                       | Liverpool (1) | 0–0 (3–2 pen.)                                       | Derby County (3) | Liverpool                                                 |  |
| 20:00                                                       |               | Relatório                                            |                  | Estádio: Anfield Público: 52,608 Árbitro: Tony Harrington |  |
|                                                             |               | Penalidades                                          |                  |                                                           |  |
| - Bajcetic - Oxlade-Chamberlain - Firmino - Núñez - Elliott |               | - McGoldrick - Hourihane - Forsyth - Sibley - Dobbin |                  |                                                           |  |

| 9 de novembro de 2022 | Manchester City (1)        | 2–0       | Chelsea (1) | Manchester                                                                |  |
| 20:00                 | - Mahrez 53' - Álvarez 58' | Relatório |             | Estádio: City of Manchester Stadium Público: 52,148 Árbitro: Simon Hooper |  |

| 10 de novembro de 2022 | Manchester United (1)                                          | 4–2       | Aston Villa (1)                  | Trafford                                                   |  |
| 20:00                  | - Martial 49' - Rashford 67' - Fernandes 78' - McTominay 90+1' | Relatório | - Watkins 48' - Dalot 61' (o.g.) | Estádio: Old Trafford Público: 72,512 Árbitro: David Coote |  |

## 4ª Ronda
Um total de 16 clubes disputaram a 4ª Ronda: 10 da Premier League, 2 do Championship, 3 da League One e 1 da League Two (Gillingham).
O sorteio foi realizado a 10 de novembro de 2022.
| 20 de dezembro de 2022 | Milton Keynes Dons (3) | 0–3       | Leicester City (1)                      | Bletchley                                                   |  |
| 19:45                  |                        | Relatório | - Tielemans 18' - Pérez 29' - Vardy 50' | Estádio: Stadium MK Público: 15,495 Árbitro: Andre Marriner |  |

| 20 de dezembro de 2022 | Wolverhampton Wanderers (1)            | 2–0       | Gillingham (4) | Wolverhampton                                                |  |
| 19:45                  | - Jiménez 77' (pen.) - Aït-Nouri 90+1' | Relatório |                | Estádio: Molineux Público: 26,943 Árbitro: Michael Salisbury |  |

| 20 de dezembro de 2022 | Southampton (1)  | 2–1       | Lincoln City (3)   | Southampton                                                        |  |
| 19:45                  | - Adams 25', 74' | Relatório | - Bazunu 2' (o.g.) | Estádio: St Mary's Stadium Público: 17,385 Árbitro: Jarred Gillett |  |

| 20 de dezembro de 2022 | Newcastle United (1) | 1–0       | Bournemouth (1) | Newcastle upon Tyne                                          |  |
| 19:45                  | - Smith 67' (o.g.)   | Relatório |                 | Estádio: St James' Park Público: 51,579 Árbitro: John Brooks |  |

| 21 de dezembro de 2022 | Blackburn Rovers (2) | 1–4       | Nottingham Forest (1)                                   | Blackburn                                                 |  |
| 19:45                  | - S. Wharton 44'     | Relatório | - Johnson 13' (pen.), 90+2' - Lingard 53' - Awoniyi 79' | Estádio: Ewood Park Público: 15,138 Árbitro: Robert Jones |  |

| 21 de dezembro de 2022                                                                   | Charlton Athletic (3) | 0–0 (4–3 pen.)                                                  | Brighton & Hove Albion (1) | Charlton                                                    |  |
| 19:45                                                                                    |                       | Relatório                                                       |                            | Estádio: The Valley Público: 17,464 Árbitro: Thomas Bramall |  |
|                                                                                          |                       | Penalidades                                                     |                            |                                                             |  |
| - Stockley - Forster-Caskey - Dobson - Rak-Sakyi - Blackett-Taylor - Sessegnon - Lavelle |                       | - Groß - Trossard - Ferguson - Dunk - March - Lamptey - Caicedo |                            |                                                             |  |

| 21 de dezembro de 2022 | Manchester United (1)        | 2–0       | Burnley (2) | Trafford                                                    |  |
| 20:00                  | - Eriksen 27' - Rashford 57' | Relatório |             | Estádio: Old Trafford Público: 62,062 Árbitro: Graham Scott |  |

| 22 de dezembro de 2022 | Manchester City (1)                  | 3–2       | Liverpool (1)              | Manchester                                                               |  |
| 20:00                  | - Haaland 10' - Mahrez 47' - Aké 58' | Relatório | - Carvalho 20' - Salah 48' | Estádio: City of Manchester Stadium Público: 47,149 Árbitro: David Coote |  |

## Quartos-de-Final
Um total de oito equipas disputaram os quartos-de-final. O Charlton Athletic, da League One, era o único clube que não pertencia à Premier League restante.
| 10 de janeiro de 2023 | Manchester United (1)              | 3–0       | Charlton Athletic (3) | Trafford                                                      |  |
| 20:00 GMT             | - Antony 21' - Rashford 90', 90+4' | Relatório |                       | Estádio: Old Trafford Público: 74,345 Árbitro: Jarred Gillett |  |

| 10 de janeiro de 2023 | Newcastle United (1)       | 2–0       | Leicester City (1) | Newcastle upon Tyne                                             |  |
| 20:00 GMT             | - Burn 60' - Joelinton 72' | Relatório |                    | Estádio: St James' Park Público: 52,009 Árbitro: Darren England |  |

| 11 de janeiro de 2023                                  | Nottingham Forest (1) | 1–1 (4–3 pen.)                            | Wolverhampton Wanderers (1) | West Bridgford                                             |  |
| 19:45 GMT                                              | - Boly 18'            | Relatório                                 | - Jiménez 64'               | Estádio: City Ground Público: 28,656 Árbitro: Graham Scott |  |
|                                                        |                       | Penalidades                               |                             |                                                            |  |
| - Surridge - Freuler - Worrall - Gibbs-White - Colback |                       | - Neves - Podence - Nunes - Cunha - Hodge |                             |                                                            |  |

| 11 de janeiro de 2023 | Southampton (1)          | 2–0       | Manchester City (1) | Southampton                                                      |  |
| 20:00 GMT             | - Mara 23' - Djenepo 28' | Relatório |                     | Estádio: St Mary's Stadium Público: 22,996 Árbitro: Peter Bankes |  |

## Semifinais
Um total de 4 equipas, todas elas da Premier League, disputaram esta ronda.
| Equipa 1          | Resultado agregado | Equipa 2          | 1ª Mão | 2ª Mão |
| ----------------- | ------------------ | ----------------- | ------ | ------ |
| Nottingham Forest | 0–5                | Manchester United | 0–3    | 0–2    |
| Southampton       | 1–3                | Newcastle United  | 0–1    | 1–2    |

| 25 de janeiro de 2023 | Nottingham Forest (1) | 0–3       | Manchester United (1)                        | West Bridgford                                               |  |
| 20:00                 |                       | Relatório | - Rashford 6' - Weghorst 45' - Fernandes 89' | Estádio: City Ground Público: 29,325 Árbitro: Michael Oliver |  |

| 1 de fevereiro de 2023 | Manchester United (1)    | 2–0       | Nottingham Forest (1) | Trafford                                                    |  |
| 20:00 GMT              | - Fred 76' - Martial 73' | Relatório |                       | Estádio: Old Trafford Público: 72,315 Árbitro: Peter Bankes |  |

Manchester United venceu 5-0 em agregado.
| 24 de janeiro de 2023 | Southampton (1) | 0–1       | Newcastle United (1) | Southampton                                                        |  |
| 20:00                 |                 | Relatório | - Joelinton 73'      | Estádio: St Mary's Stadium Público: 30,090 Árbitro: Stuart Attwell |  |

| 31 de janeiro de 2023 | Newcastle United (1)   | 2–1       | Southampton (1) | Newcastle upon Tyne                                           |  |
| 20:00                 | - S. Longstaff 5', 21' | Relatório | - Adams 29'     | Estádio: St James' Park Público: 51,975 Árbitro: Paul Tierney |  |

Newcastle United venceu 3-1 em agregado.

## Final
| 26 de fevereiro de 2023 | Manchester United (1)         | 2–0       | Newcastle United (1) | Londres                                                          |  |
| 16:30 GMT               | - Casemiro 33' - Rashford 39' | Relatório |                      | Estádio: Estádio de Wembley Público: 87 306 Árbitro: David Coote |  |

## Melhores Marcadores
- Atualizado até 26 de fevereiro de 2023[carece de fontes?]

| Classificação | Jogador         | Clube                   | Golos |
| ------------- | --------------- | ----------------------- | ----- |
| 1             | Marcus Rashford | Manchester United       | 6     |
| 2             | Ché Adams       | Southampton             | 5     |
| 3             | Tommy Conway    | Bristol City            | 3     |
| 3             | Andy Cook       | Bradford City           | 3     |
| 3             | Ronan Curtis    | Portsmouth              | 3     |
| 3             | Jamie Vardy     | Leicester City          | 3     |
| 3             | Raúl Jiménez    | Wolverhampton Wanderers | 3     |